# Komisija za narodni skupnosti Državnega zbora Republike Slovenije
Komisija za narodni skupnosti je stalna komisija Državnega zbora Republike Slovenije.

## Delovanje
Delovanje komisije je določeno v Poslovniku državnega zbora:
Komisija za narodni skupnosti:
- obravnava predloge zakonov in drugih aktov, ki urejajo položaj ter pravice zgolj avtohtone italijanske in madžarske narodne skupnosti ter njunih pripadnikov;
- obravnava vprašanja, ki zadevajo položaj in pravice italijanske in madžarske narodne skupnosti,
- obravnava vprašanja v zvezi z razvojem vzgoje in izobraževanja ter kulturno-prosvetne in gospodarske dejavnosti teh skupnosti,
- obravnava vprašanja v zvezi z vprašanji javnega obveščanja in založništva teh skupnosti,
- obravnava vprašanja razvoja stikov med italijansko in madžarsko narodno skupnostjo in njunima matičnima narodoma,
- predlaga ukrepe za uresničevanje pravic obeh narodnih skupnosti.— 38. člen

## Sestava
1. državni zbor Republike Slovenije
- izvoljena: 23. februar 1993
- predsednik: Maria Pozsonec (do 1. marca 1995), Roberto Battelli (od 1. marca 1995)
- podpredsednik: Roberto Battelli (do 1. marca 1995), Maria Pozsonec (od 1. marca 1995)
- člani: Brane Eržen (od 24. novembra 1994), Janez Jug (od 29. oktobra 1993), Bojan Korošec, Rafael Kužnik, Zoran Madon, Tone Partljič, Marijan Poljšak (od 24. novembra 1994), Ciril Pucko (od 23. julija 1996), Jožef Rajšp (od 11. septembra 1996), Ciril Ribičič, Danica Simšič, Jadranka Šturm-Kocjan, Jaša Zlobec (do 16. septembra 1993)

2. državni zbor Republike Slovenije
- izvoljena: 16. januar 1997
- predsednica: Maria Pozsonec
- podpredsednik: Roberto Battelli
- člani: Stanislav Brenčič, Vladimir Čeligoj, Slavko Gaber (do 27. februarja 1997), Mario Gasparini, Zoran Lešnik, Majda Ana Kregelj Zbačnik, Rafael Kužnik, Tone Partljič, Jakob Presečnik, Ciril Ribičič, Marijan Schiffrer, Davorin Terčon (od 15. maja 1997)
- funkcija člana: Roman Jakič (25. marec-15. maj 1997)

3. državni zbor Republike Slovenije
- izvoljena: 21. november 2000
- predsednik: Maria Pozsonec
- podpredsednik: Roberto Battelli
- člani: Mario Gasparini, Tone Partljič, France Cukjati, Majda Potrata, Franc Kangler, Ivan Mamić

4. državni zbor Republike Slovenije
- izvoljena: ?
- predsednik: Maria Pozsonec
- podpredsednik: Roberto Battelli
- člani: Jožef Horvat, Franc Jazbec, Breda Pečan, Jožef Školč

8. državni zbor Republike Slovenije
- predsednik: Ferenc Horváth
- podpredsednik: Felice Žiža
- člani: Nada Brinovšek, Brane Golubović, Janez Moškrič, Franc Rosec, Tadeja Šuštar, Matej Tašner Vatovec, Andreja Zabret, Gregor Židan, Mojca Žnidarič